# Isabelle Joschke
Isabelle Joschke, née le 27 janvier 1977 à Munich, en Allemagne, est une navigatrice franco-allemande, vivant et s'entraînant à Lorient. Elle court en classe Mini de 2004 à 2007, en Figaro Bénéteau de 2008 à 2015, puis en Class40 en 2016 et 2017.
Elle évolue depuis 2017 dans le circuit Imoca. En 2019, son bateau porte les couleurs de la MACSF. À son bord, elle participe au Vendée Globe 2020 — où elle est contrainte à l’abandon sur avarie technique aux deux tiers de la course — et au Vendée Globe 2024.
Le 27 mars 2025, après avoir fini le Vendée Globe 2024 en 19e place, elle annonce mettre fin à sa carrière de coureur au large.

## Biographie

### Jeunesse et formation
Elle naît à Munich le 27 janvier 1977 d’un père allemand et d’une mère française. Elle a la double nationalité. Elle grandit entre Genève et la région parisienne. Rien ne la prédestine à devenir navigatrice. Elle découvre la voile à cinq ans, à bord d’un Optimist, lors de vacances familiales sur les lacs d’Autriche. Quinze ans plus tard, elle effectue un stage aux Glénans, qui lui communique définitivement le goût du large.
Elle obtient une maîtrise en lettres classiques à la Sorbonne. Puis elle passe deux brevets : l’un pour devenir éducatrice sportive et l’autre skipper. Ses premières navigations lui font découvrir les Antilles, les États-Unis et la Méditerranée.

### Classe Mini (2004-2007)
En 2003, à Lorient, elle rencontre des concurrents de la Mini Transat, course en solitaire sur un bateau de 6,50 mètres. Elle songe à y participer. Elle a des économies, grâce à son métier de skipper. L'année suivante, à 27 ans, elle achète son premier bateau. Elle participe aux courses de la classe Mini à bord de son prototype 276. Elle termine l'année 46e sur 119 protos.
En 2005, elle trouve des sponsors, et s'aligne au départ de la Mini Transat. Dans la première étape, une avarie de pilote automatique la contraint à barrer 22 heures sur 24. Mais elle finit 5e de la seconde étape, et 14e du classement général. Au classement annuel des protos, elle est 3e sur 196. En 2006, elle est 2e, sur 197 protos.
En 2007, elle court sur le prototype 667. Elle remporte cette année-là le Mini Pavois et la Pornichet Select, et termine 2e du Grand Prix d'Italie et du trophée Marie-Agnès Péron — ce qui en fait une des favoris de la Mini Transat. Elle remporte la première étape La Rochelle-Madère. Elle se classe finalement 21e. Au classement annuel des protos, elle est 3e sur 194.

### Figaro Bénéteau (2008-2015)
En 2008, elle change de support et court en Figaro Bénéteau. Elle se classe 3e bizuth lors de sa première participation à la Solitaire du Figaro.
Skipper et femme engagée, elle crée en 2012 l'association Horizon mixité, pour « participer au changement des mentalités » et promouvoir l'égalité homme-femme dans le monde de la voile, mais également dans les autres domaines de la société : « Il faut donner aux filles des rêves, et qu’elles puissent rêver de faire des métiers incroyables ou des activités réservées aux garçons, ce sont des valeurs à leur inculquer. »
En 2013, elle ne peut participer à la Solitaire du Figaro, faute de partenaires. En 2014, elle est sponsorisée par Generali. Pour sa sixième participation, elle termine 16e. En 2015, elle est 17e.

### Class40 (2016 et 2017)
En 2016, Alain Gautier, qui dirige le Lanic Sport Team, devient son manager. Elle se lance en Class40. En juillet, à bord de Generali Horizon mixité, elle court avec Gautier la Transat Québec-Saint-Malo. Ils terminent à la 2e place. Au terme des quatre courses comptant pour le championnat des Class40, Joschke se classe 4e.

### Imoca (depuis 2017)
À la fin de l'année 2015, Joschke s'est lancée un défi à l’horizon 2020 : participer au Vendée Globe. À partir de 2017, elle va pouvoir évoluer sur le circuit des Imoca, monocoques de 60 pieds spécialement conçus en vue de cette compétition. En effet, en 2017, le Lanic Sport Team acquiert l'ancien Safran de Marc Guillemot — devenu par la suite le Groupe Quéguiner de Yann Eliès. Premier monocoque conçu par le cabinet VPLP et l’architecte Guillaume Verdier, il a constitué une référence pour les autres bateaux du Vendée Globe 2008-2009. Confié à Joschke, il revêt les couleurs de Generali. L'assureur italien précise qu'il va honorer les engagements qu'il a pris pour l'année 2017, mais que, repositionnant ses actions de sponsoring à l'échelle internationale, il ne souhaite pas s'engager dans le prochain Vendée Globe. Joschke dispute avec Pierre Brasseur la Transat Jacques-Vabre 2017. Ils terminent 8es de la classe Imoca. Cette course marque donc la fin du partenariat de Joschke avec Generali.
En 2018, Joschke reste en collaboration avec le Lanic Sport Team et signe un partenariat de quatre ans avec Monin. C'est « la concrétisation et l'officialisation » de son projet de Vendée Globe 2020. Monin assure la moitié du budget annuel. Reste à trouver un deuxième sponsor. Alain Gautier se prend même à rêver d'un budget plus élevé, qui permettrait d'ajouter des foils.

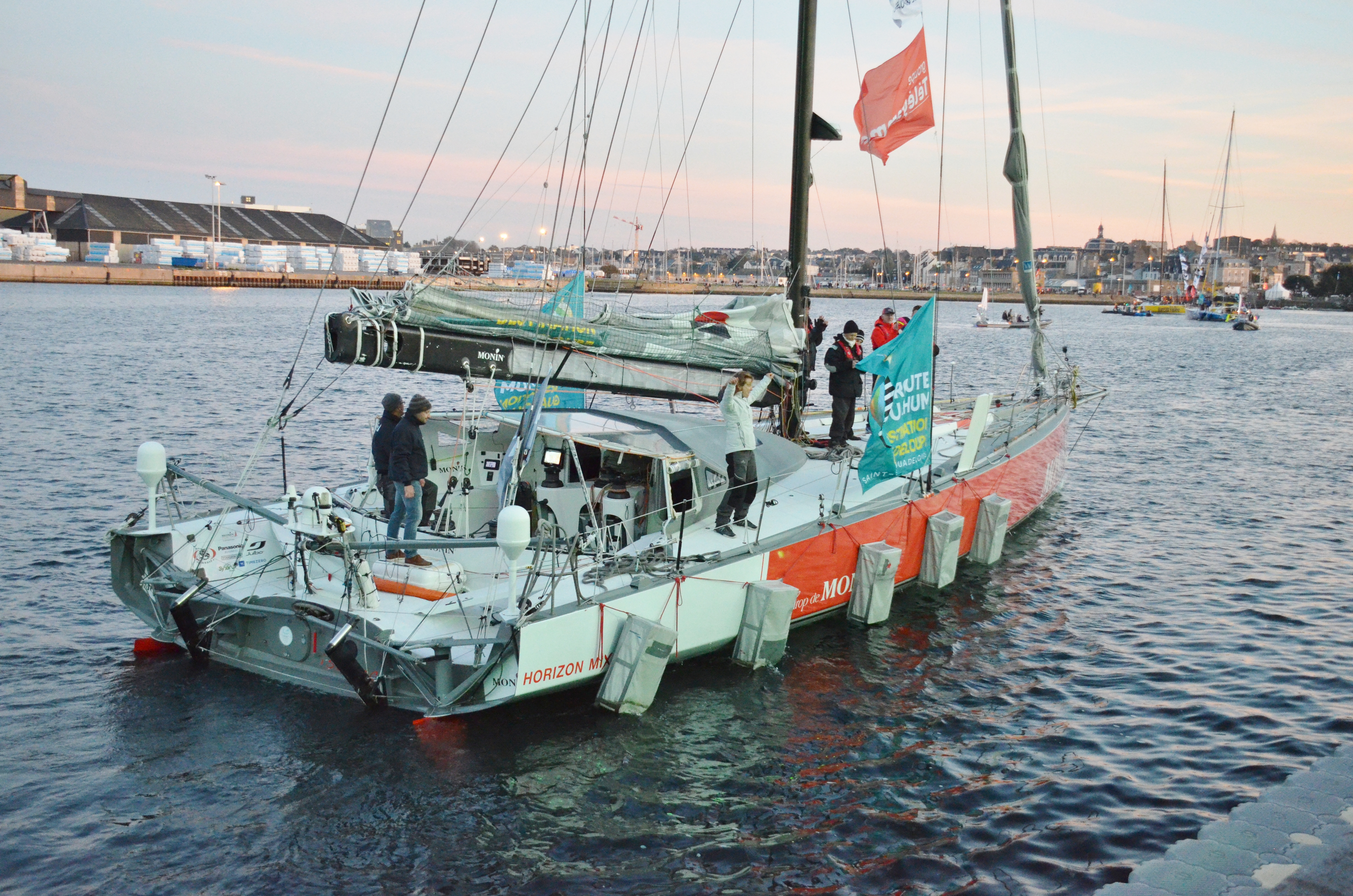
Isabelle Joschke et Monin, la veille du départ de la Route du Rhum 2018.

Le 4 novembre, Joschke prend le départ de la Route du Rhum. Le 6, elle navigue au près serré, en avant d'un front générant plus de 35 nœuds de vent. Elle est sous trinquette avec deux ris dans la grand-voile. La mer est très formée. Un problème de pilote automatique provoque un virement de bord. Avant que la navigatrice n'ait eu le temps de réagir, Monin démâte. Elle annonce son abandon quatre jours plus tard.

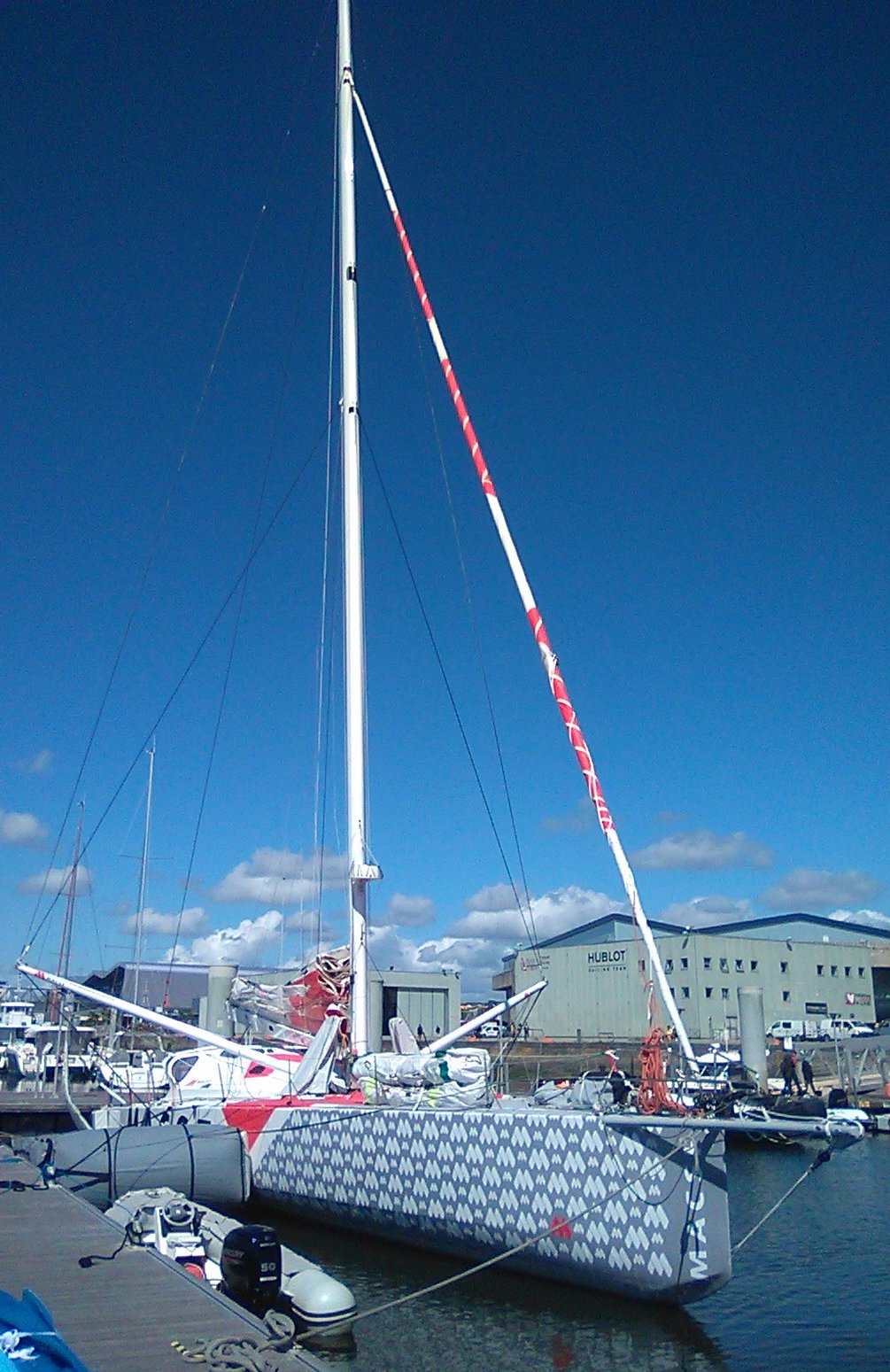
MACSF à Lorient, en avril 2022.

En décembre 2018, Joschke et Gautier trouvent mieux qu'un co-sponsor : un partenaire qui va leur permettre de « passer à la vitesse supérieure ». La MACSF s'engage pour un sponsoring de trois ans auprès de Joschke et devient partenaire principal. MACSF entre en chantier pour être optimisé et fiabilisé. On le dote de foils et d'un mât-aile. Le 29 août 2019, il est remis à l'eau à Lorient.
Le 27 octobre, au Havre, Joshke prend le départ de la Transat Jacques-Vabre avec Morgan Lagravière comme coéquipier. Les voiliers remontent le long de la côte jusqu'à Étretat, où ils doivent enrouler une bouée avant de mettre cap à l'ouest. Au moment d'enrouler, MACSF talonne. La quille est fragilisée. Le bateau retourne à Lorient pour réparer. Mais un contrôle par ultrasons permet de détecter une fissure dans le fond de coque, ce qui nécessite trois semaines de réparations. Ayant perdu tout espoir de terminer la course dans les temps, Joschke et Lagravière abandonnent. C'est un coup dur pour Joschke, car la course était qualificative pour le Vendée Globe.
En janvier 2020, une fois les réparations effectuées, elle part trois semaines seule pour acquérir de l'expérience en Imoca, tester les foils et les configurations de voile dans le vent fort, découvrir les limites du bateau et les siennes.
En novembre 2020, elle prend le départ du Vendée-Globe. Après être restée dans la première moitié du classement durant toute la course, elle franchit le Cap Horn et doit abandonner le 9 janvier 2021 en raison d'une avarie sur la tige du vérin hydraulique qui commande la position de sa quille et dont les réparations n'ont pas tenu.
En août 2021, dans la Fastnet Race, avec Fabien Delahaye, elle se classe 9e des Imoca. En novembre, dans la Transat Jacques-Vabre, le même duo perd son spinnaker après la Grande Canarie. Il termine 12e des Imoca,.

## Palmarès
- 2005 : 14e en catégorie proto de la Transat 6.5
- 2007 : 21e en catégorie proto. 1er de la première étape[36] de la Transat 6.5
- 2008 :  30e[37] et 3e bizuth[7] de la Solitaire du Figaro
- 2014 : 16e[38] de la Solitaire du Figaro
- 2015 : 17e de la Solitaire du Figaro
- 2017 : 8e de la catégorie Imoca sur Generali, en double avec Pierre Brasseur[20] de la Transat Jacques-Vabre 2017
- 2018 :
  - Abandon pour mat brisé sur Monin sur la Route du Rhum 2018
  - 10e en double avec Justine Mettraux[39] sur la Transat AG2R
  - 2e[40] de la Drheam Cup
- 2021 : 
  - Termine hors course en 108 jours du Vendée Globe 2020-2021, après abandon pour avarie de quille sur MACSF, et réparation à Salvador de Bahia
  - 9e de la Fastnet Race avec Fabien Delahaye
  - 12e de la Transat Jacques-Vabre 2021 avec Fabien Delahaye
- 2022 : 
  - 5e de la Guyader Bermudes 1000 Race
  - Abandon sur la Vendée-Arctique
- 2025 : 
  - 19e sur 40 du Vendée Globe[41]